# كلير دارسي
كلير دارسي (بالإنجليزية: Clare Darcy)‏ (20 مايو 1914 - 1 مايو 1978)؛ روائية أمريكية.